# حزقيال مانويل سيلفا
حزقيال مانويل سيلفا (بالإسبانية: Juan Manuel Silva)‏ هو مهندس أرجنتيني، ولد في 12 أكتوبر 1972.